# Tüte

Deutschland: Gewickelte und geklebte Spitztüte, Flachbeutel, Kreuzboden-Beutel, Klotzboden-Beutel
Schweiz: Papiersack
Österreich: (Zusammen)gedrehtes Stanitzel, gefaltetes und geklebtes Stanitzel, Papiersackerl in drei Varianten

Tüte bezeichnet in Deutschland allgemein verformbare Transportbehälter unterschiedlicher Größe und Form aus Papier, Kunststoff oder anderen biegsamen Materialien zur Aufnahme von Lebensmitteln, losen kleineren Gegenständen, pulverförmigen Materialien oder eines kompletten Einkaufs beim Kauf in Supermärkten und Fachgeschäften. Während der letzten 200 Jahre hat sich eine Ausweitung dessen ergeben, was mit dem Begriff bezeichnet wird. Während zunächst damit fast ausschließlich Spitztüten in Trichterform bezeichnet wurden, schließt der Begriff beispielsweise auch Tragetaschen aus Kunststoff (Plastiktüte) mit ein. Noch bis ins 20. Jahrhundert gehörten die Spitztüte zu den wichtigsten Utensilien des Einzelhandels. Dadurch ist die Abgrenzung zu den Bezeichnungen Tasche und Beutel unscharf geworden.
In der Schweiz wird eine Tüte als Papiersack bezeichnet. Der Begriff Tüte wird zwar verstanden, aber nicht gebraucht. In Altbayern und Österreich ist der Begriff Sackerl gebräuchlich. Kleine trichterförmige Behältnisse aus Papier werden (außer Westösterreich) als Stanitzel benannt. Bei größeren Behältnissen ist – ebenso wie in Deutschland – von Sack die Rede.

## Etymologie

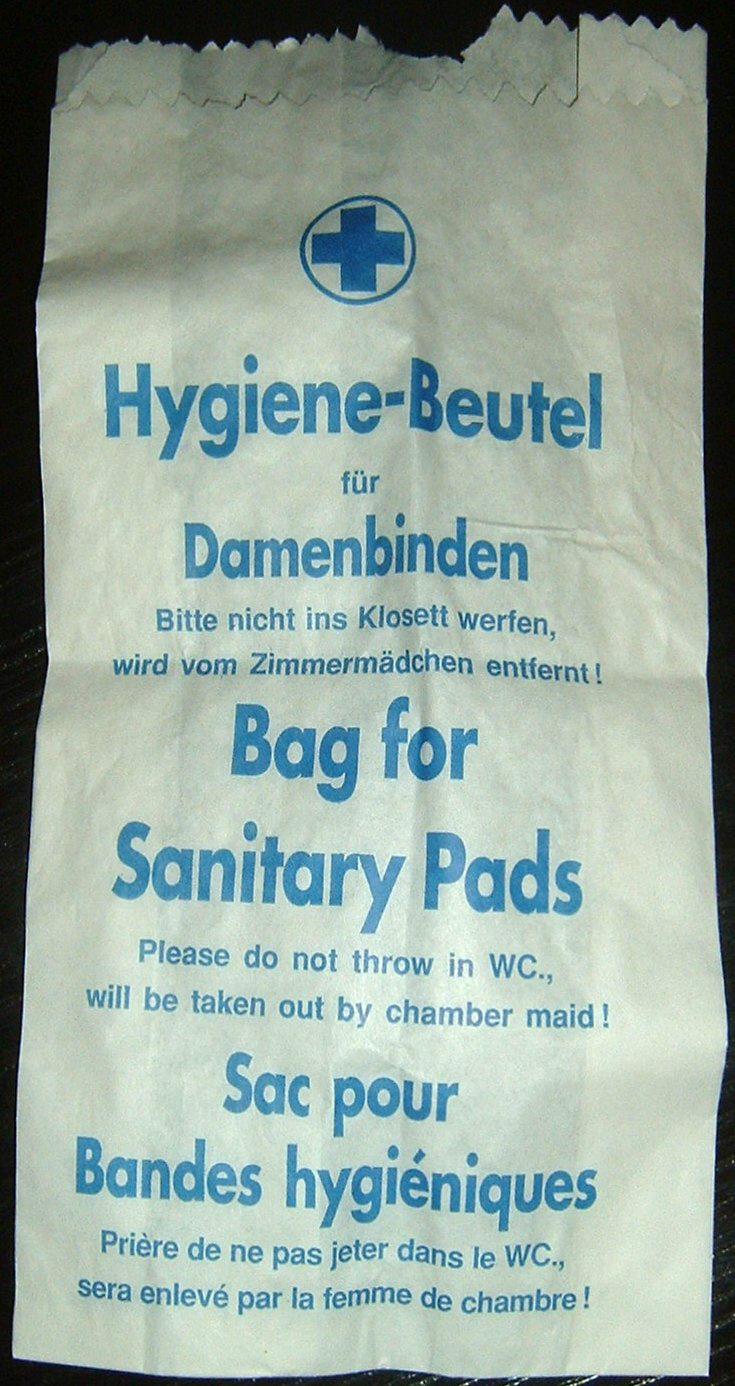
Beispiel der Anwendung eines Beutels

Das Wort leitet sich aus dem mittelniederdeutschen tute (für „Horn“) ab, was früher ausschließlich „Trichterförmiges“ bezeichnete (auch als Blasinstrument, vergleiche „ins gleiche Horn tuten“).

## Geschichte
Zunächst waren mit der Bezeichnung Spitztüten gemeint. Über den Ursprung dieser Tüten lassen sich nur Vermutungen anstellen. Da sich Spitztüten ohne Werkzeug schon aus großen Blättern oder aus Häuten herstellen lassen, dürften sie zu den ältesten Behältern überhaupt gehören. Erste literarische Hinweise auf Tüten (für Gewürze) gibt es aus dem 1. Jahrhundert n. Chr. Seit etwa 1400 wird in Deutschland Papier hergestellt und die Papiertüte kommt in Gebrauch. Im Wörterbuch des Erasmus Alberus von 1550 wird der Begriff „Dott“ aufgenommen und 1555 findet sich in einer Streitschrift: „Wenn gleich die Heilige Schrift sonst nirgendts zu dienet, so ist sie doch darzu gutt, daß man aus den Blettern darauff sie geschrieben ist, Teutichen mache und Pfeffer oder andere Würtze darein thut.“ In dem Bild „Kinderspiele“ von Pieter Bruegel d. Ä. aus der gleichen Zeit ist eine Tüte aus bedrucktem Papier abgebildet.

### 19. Jahrhundert
Die weltweit erste Fabrik zur Herstellung von Spitztüten aus Papier entstand am 18. August 1853 im hessischen Bad Sooden-Allendorf. Rechteckige Formen mit flachem Boden konnten erst seit der Konstruktion der Klotzbodenbeutelmaschine 1901 maschinell hergestellt werden und wurden in Ermangelung eines eigenen Namens in weiten Gebieten des deutschen Sprachraums gleichfalls als Tüten bezeichnet, wesentlich war nicht die Form, sondern die Funktion. Seit 1908 Zellglas (Markenname „Cellophan“) erfunden wurde, kamen zu den blickdichten Papiertüten auch die durchsichtigen Transparenztüten hinzu, in denen der Inhalt unmittelbar zu erkennen ist.

### 20. Jahrhundert

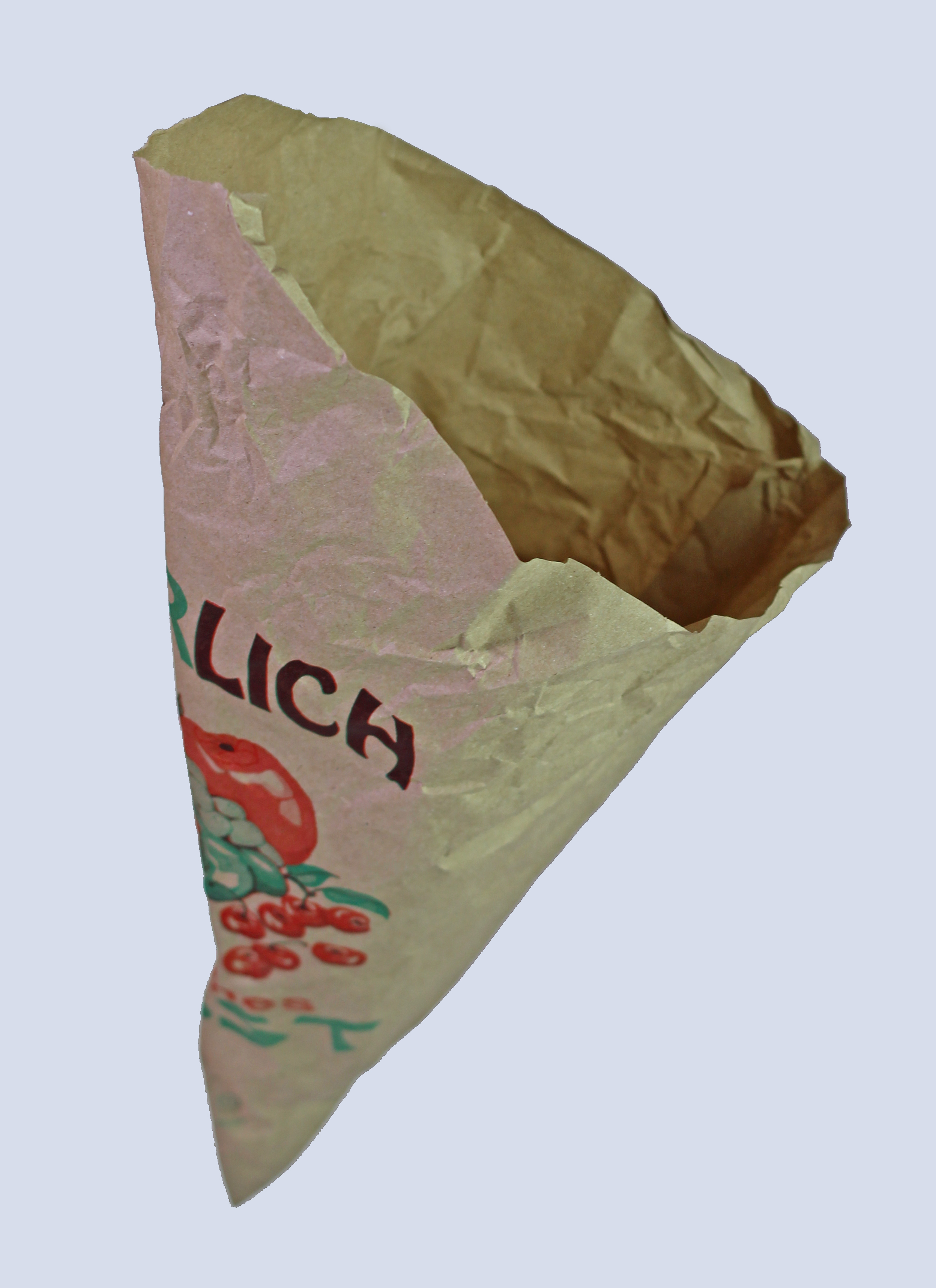
Spitztüte für Obst

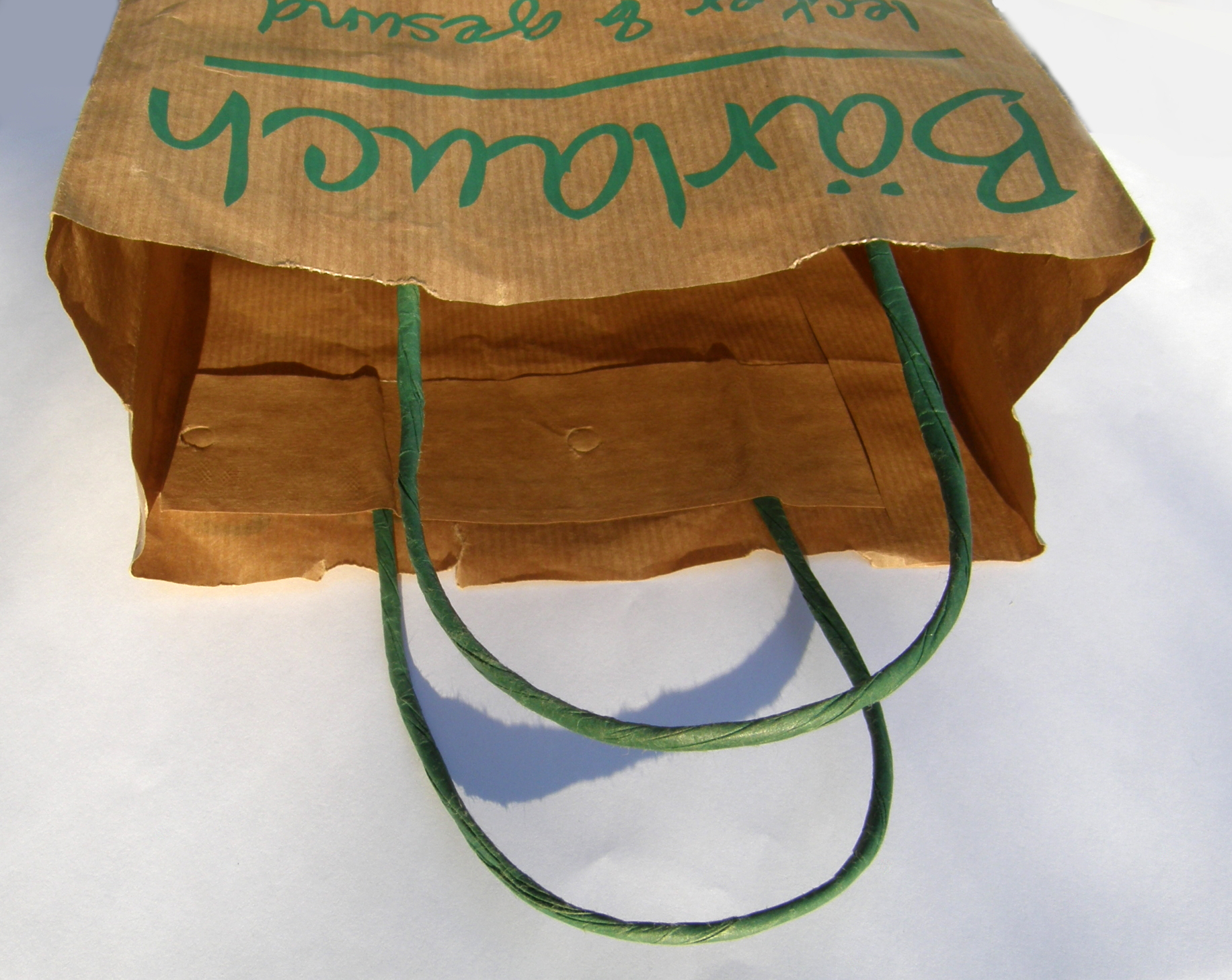
Papiertrag(e)tasche (D: „Papiertüte“, A: „Papiersackerl“) mit Tragegriffen aus Papierschnur, 2010

Bis in die Mitte des 20. Jahrhunderts wurden Waren des täglichen Bedarfs im Handel großenteils lose angeboten und die Händler zählten oder wogen die gewünschten Mengen ab, um sie individuell für den Kunden einzutüten. Mit dem Aufkommen der Selbstbedienung werden zunehmend alle Produkte vom Hersteller mehr oder weniger aufwändig verpackt und an Stelle der klassischen Tüte ist der beidseitig verschweißte Aufreißbeutel aus Kunststoff getreten, von den wenigen Ausnahmen wie beim Kurzwarenhandel und dem Süßigkeitenverkauf an Kiosken abgesehen. In Imbisslokalen wurden bis in die 1970er Jahre Pommes frites noch in Spitztüten aus Pergamentpapier verkauft, ähnlich wie es noch bei Fish and Chips in England üblich ist.
Anfang des 20. Jahrhunderts kam eine Sonderform der bereits nicht mehr trichterförmigen Tüte auf. Die Tragetasche ist eine große Klotzbodentüte aus starkem Papier mit Griffen, ein Einwegprodukt als Ersatz für Einkaufstasche oder -korb, das zugleich als Werbemittel diente. Ohne Griffe ist sie noch in den USA die übliche Verpackung für den täglichen Einkauf. In Europa wurde sie seit den 1960er Jahren weitgehend durch die Plastiktragetasche aus Polyethylen verdrängt (Marktanteil um 1970: rund zwei Drittel).
Anfang des 21. Jahrhunderts wurden knapp 100 Milliarden Plastiktüten in Europa in Umlauf gebracht. Untersuchungen belegten, dass dies 198 Tüten pro Jahr und Bürger entspricht, nahezu alle davon waren Einwegtüten. Um die Gefährdung von Mensch und Tier auf dem Land und in den Meeren durch Plastikmüll zu verringern hat der Rat der Europäischen Union eine Senkung des Verbrauchs von Plastiktüten beschlossen. Diese EU-Richtlinie ist am 1. Oktober 2015 in Kraft getreten und so soll der Verbrauch von 76 Plastiktüten pro Bundesbürger auf 40 Stück pro Einwohner bis zum Jahr 2025 gesenkt werden. Als umweltfreundliche Alternative erlebt die Papiertüte bzw. Papiertasche seither eine Renaissance.

## Besondere Tüten
Wegen ihrer an eine Spitztüte erinnernde Form werden auch folgende Objekte als Tüte bezeichnet, auch wenn Material oder Funktion von der o. g. Definition abweichen:
- eine Schultüte, ein starres Behältnis in Form einer Spitztüte
- eine Eistüte, eine Hohlwaffel in Form einer Spitztüte, allerdings starr

## Ähnliche Behältnisse
Als Sack bezeichnet man gemeinhin größere Tüten oder Stoffbeutel, besonders für Schüttgüter (beispielsweise Mehl oder Holzkohle zum Grillen). Der Ausdruck Beutel kann als Oberbegriff und Synonym für Tüten und Säcke verwendet werden (etwa Müllbeutel). Auch kleinere Säcke, besonders aus Stoff oder Leder, werden gern als Beutel bezeichnet (etwa Geldbeutel).